# Kivijoki (vattendrag i Finland, Kajanaland, lat 64,53, long 29,67)
Kivijoki är ett vattendrag i Finland.   Det ligger i landskapet Kajanaland, i den centrala delen av landet, 500 km nordost om huvudstaden Helsingfors.